# Немировский, Михаил Семёнович
Михаил Немировски (нем. Mikhail Nemirovsky; род. 30 сентября 1974, Одесса, Украинская ССР) — российский и немецкий хоккеист и тренер.

## Биография
Родился 30 сентября 1974 года в Москве, в возрасте одного года вместе с родителями эмигрировал в Канаду. Окончил школу, занимался в спортивной школе хоккеем с шайбой. В 1992 году дебютировал в российской лиге за московский «Спартак». В 1993 году вернулся в Северную Америку, где выступал за различные клубы до 2001 года. В 1997 году сыграл 7 матчей в Американской хоккейной лиге за «Фредриктон Канадиенс». В 1999 году сыграл также несколько матчей в хоккейной лиге Великобритании за клуб «Бракнелл Биз».
С 2001 по 2004 год защищал цвета различных немецких клубов второй, третьей и четвёртой лиги. В 2004 году подписал контракт с российским клубом «Сибирь». Сыграл 9 матчей, забросил 2 шайбы и отдал 1 голевую передачу. По ходу сезона перешёл в клуб высшей немецкой лиги «Ганновер Скорпионс», там в 18 матчах отметился 1 заброшенной шайбой и 1 голевой передачей. Сезон закончил в Англии, где за «Ноттингем» сыграл 1 матч в регулярном чемпионате, и 9 — в плей-офф.
С 2005 по 2014 год — вновь выступает за различные немецкие клубы низших лиг. Сезон 2009/10 провёл в Азиатской хоккейной лиге, выступая за китайский «Чайна Дрэгон». С 2014 года Михаил Немировски является играющим тренером хоккейного клуба «Бад-Киссинген», выступающего в пятой по силе лиге Германии.